# 湯布院温泉郷
湯布院温泉郷（ゆふいんおんせんきょう）は、大分県由布市にある国民保健温泉地である。
- 由布院温泉
- 湯平温泉
- 塚原温泉
- 庄内温泉
- 挾間温泉

の5地域の温泉からなる。

## 沿革
1959年（昭和34年）5月5日、当時の湯布院町内にあった由布院温泉及び湯平温泉が、「湯布院温泉」として環境庁（当時）の国民保健温泉地の指定を受けた。
2019年（令和元年）10月4日には、従来、「湯布院温泉」として国民保養温泉地に指定されていた由布院温泉、湯平温泉に、塚原温泉、庄内温泉、挾間温泉を加えた由布市内の5地域の温泉が、由布市内の塚原温泉・庄内温泉・挾間温泉を含めた「湯布院温泉郷」として拡充指定された。

## ギャラリー

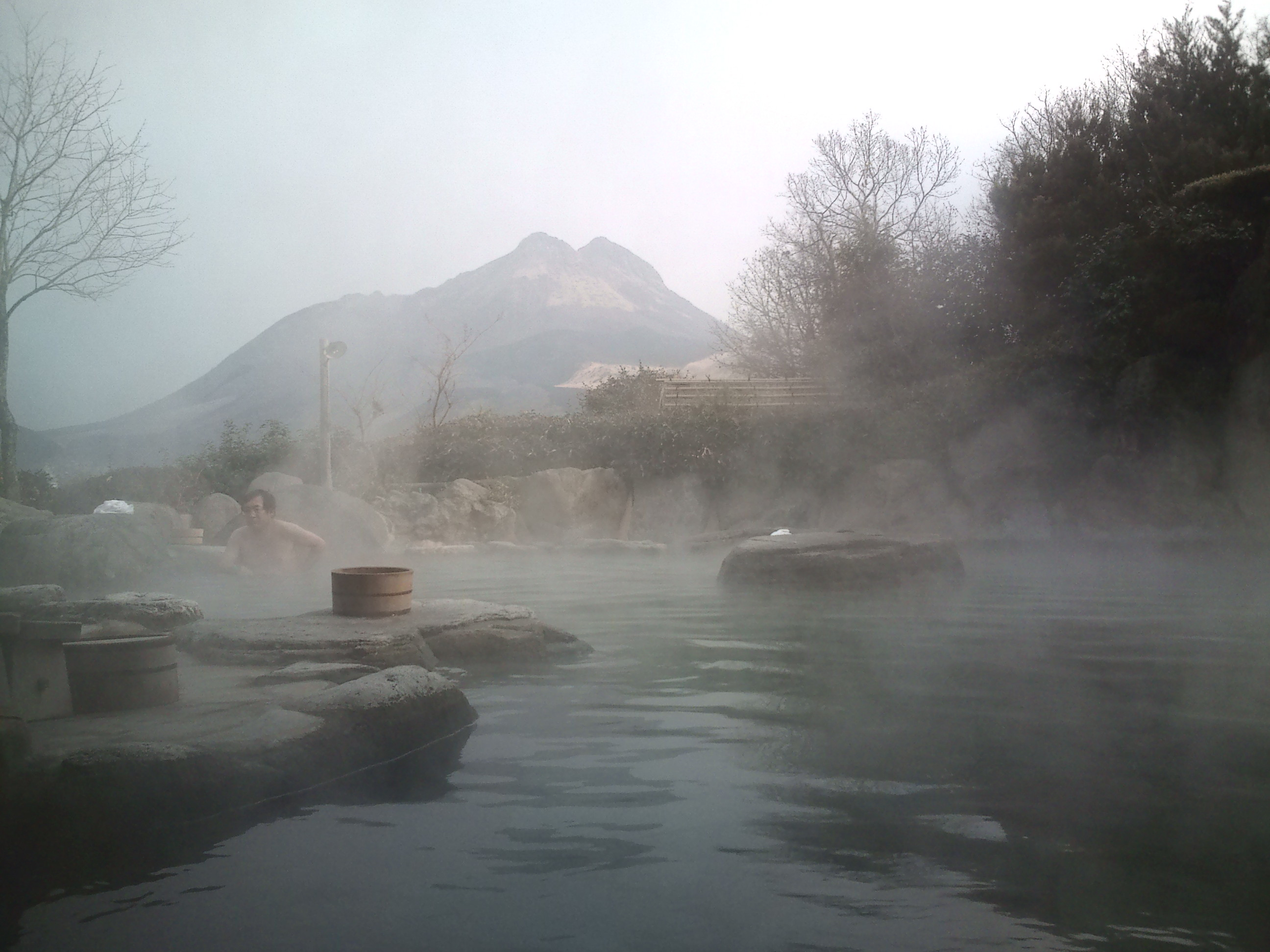
由布院温泉（夢想園）
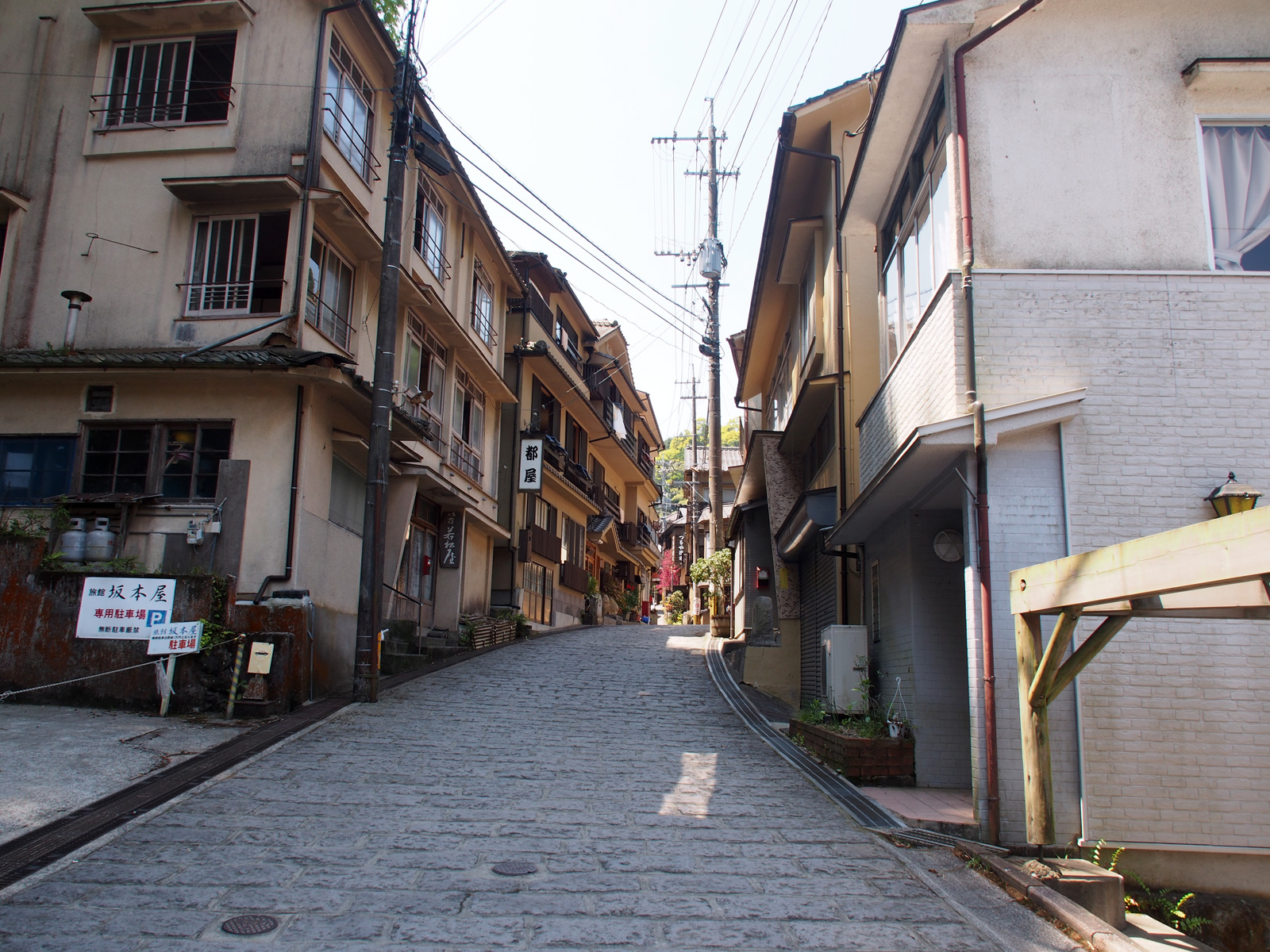
湯平温泉街の石畳
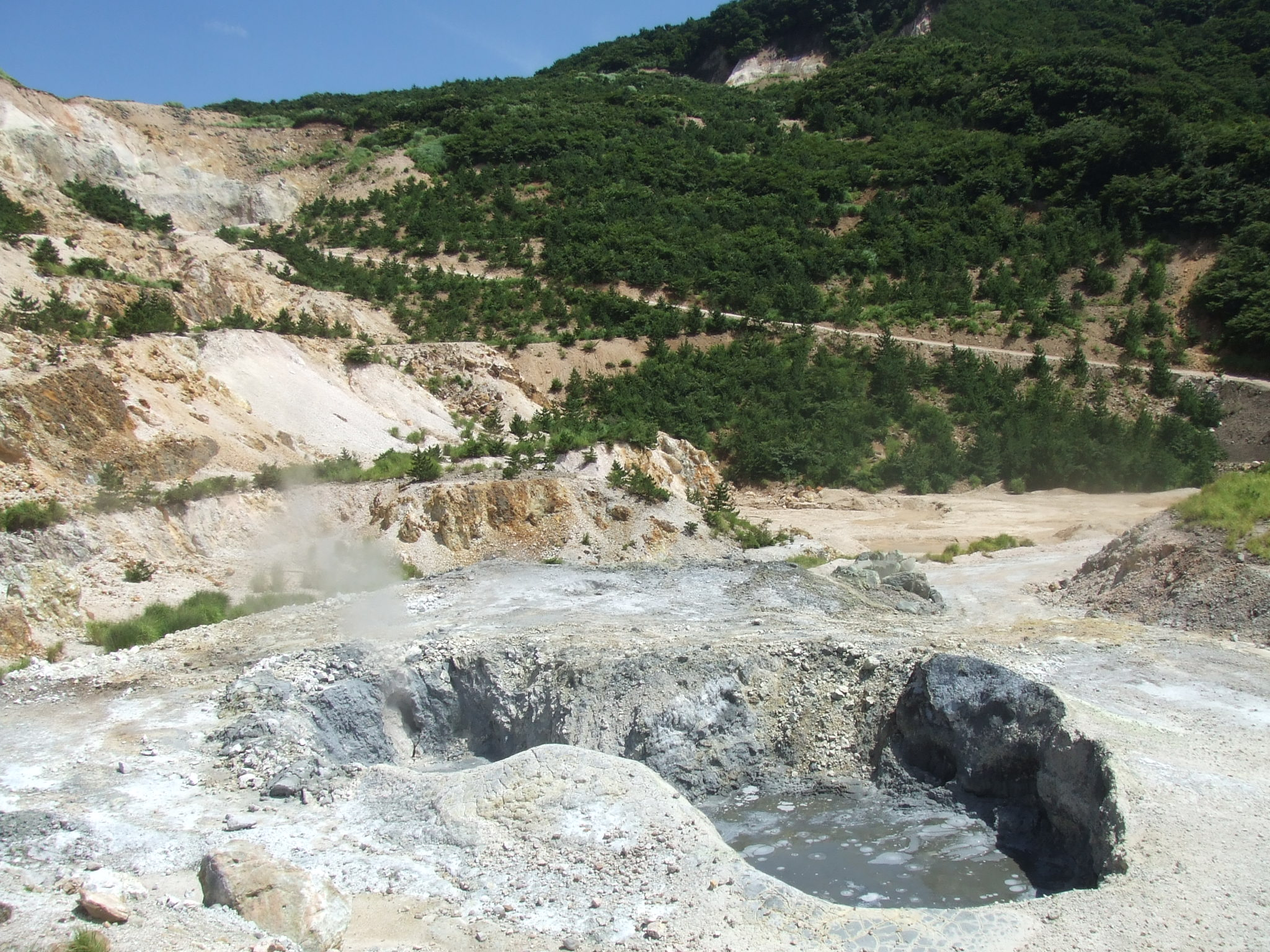
塚原温泉の源泉である伽藍岳火口
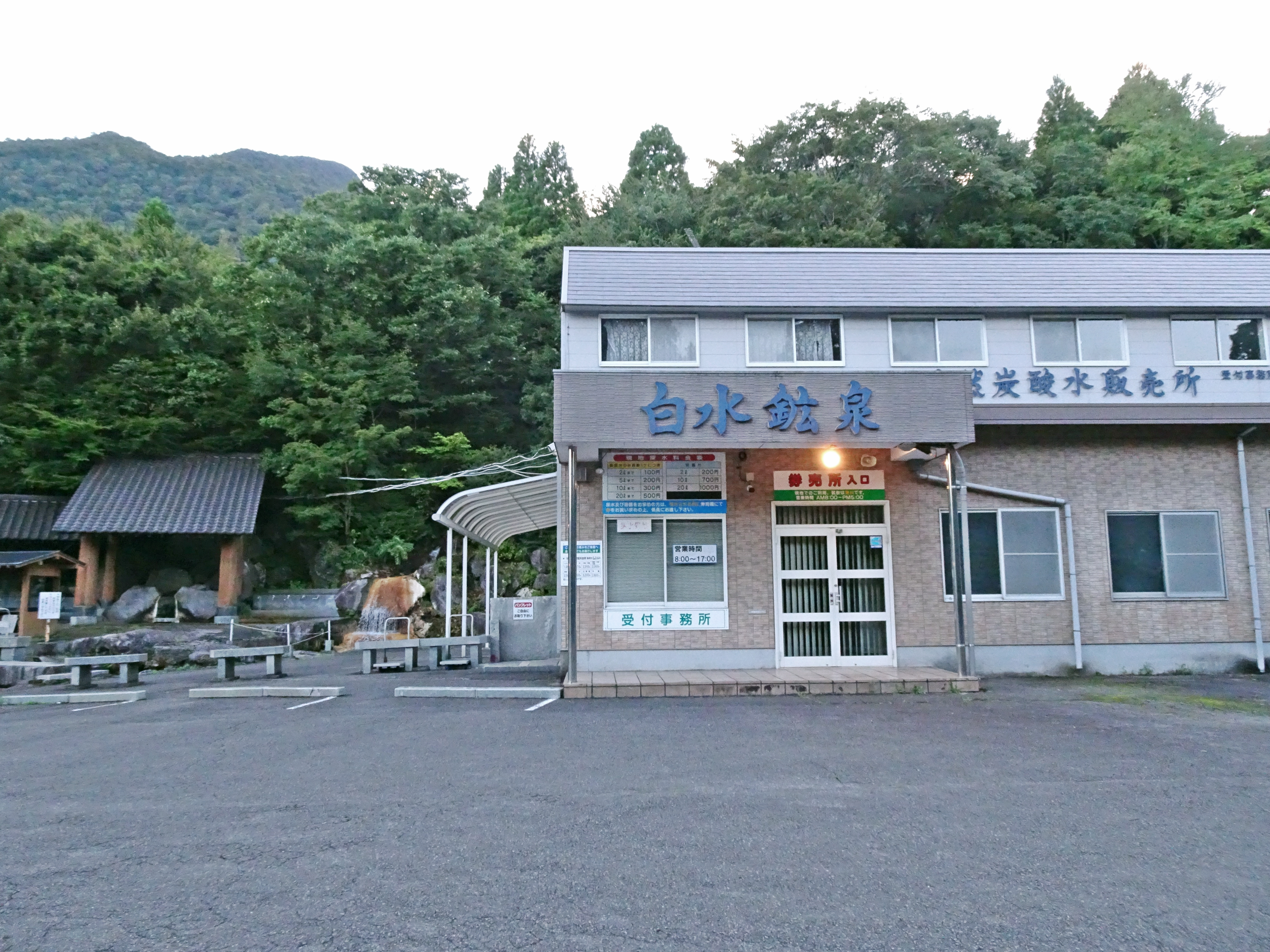
庄内温泉の白水鉱泉